# Contea di Pu'an
La contea di Pu'an (普安县S, Pǔ'ānxiànP) è una contea della Cina, situata nella provincia del Guizhou e amministrata dalla prefettura autonoma buyei e miao di Qianxinan.